# 名古屋市立城北小学校
名古屋市立城北小学校（なごやしりつ じょうほくしょうがっこう）は、名古屋市北区鳩岡二丁目にある公立小学校。

## 歴史

### 沿革
- 1873年（明治6年） - 義校安井学校が、春日井郡安井村字地蔵堂に設置される[WEB 2]。
- 1883年（明治16年） - 安井村・辻村・成願寺村の3村による組合立安井学校が設置される[WEB 2]。
- 1892年（明治25年） - 萩野村立安井尋常小学校と改称される[WEB 2]。
- 1903年（明治36年） - 萩野村立萩野尋常小学校と改称される[WEB 2]。
- 1908年（明治41年） - 萩野村および川中村の2村による組合立城北尋常小学校が設置される[WEB 2]。
- 1917年（大正6年） - 高等科が設置され、城北尋常高等小学校と改称される[WEB 2]。
- 1933年（昭和8年） - 萩野村立城北尋常高等小学校と改称される[WEB 2]。
- 1937年（昭和12年） - 名古屋市編入に伴い、名古屋市立城北尋常高等小学校と改称される[WEB 2]。
- 1941年（昭和16年） - 名古屋市立城北国民学校と改称される[WEB 2]。
- 1947年（昭和22年） - 名古屋市立城北小学校と改称される[WEB 2]。
- 1948年（昭和23年） - 名古屋市立名北小学校が分離する[WEB 2]。
- 1958年（昭和33年） - 名古屋市立光城小学校が分離する[WEB 2]。
- 1983年（昭和58年） - 名古屋市立辻小学校が分離する[WEB 2]。
- 2002年（平成14年） - トワイライトスクール開設[WEB 2]。
- 2013年（平成25年） - 通級学級として「かがやき」が設置される[WEB 2]。
- 2015年（平成27年） - 特別支援学級として「こばと」が開設される[WEB 2]。

### 児童数の変遷
『愛知県小中学校誌』（2018年）によると、児童数の変遷は以下の通りである。
| 1947年（昭和22年） | 1423人 |  |
| 1957年（昭和32年） | 3089人 |  |
| 1967年（昭和42年） | 1362人 |  |
| 1977年（昭和52年） | 1462人 |  |
| 1987年（昭和62年） | 1031人 |  |
| 1997年（平成9年）  | 683人  |  |
| 2007年（平成19年） | 617人  |  |
| 2017年（平成29年） | 576人  |  |

## 通学区域
所管する名古屋市教育委員会は、2018年（平成30年）9月1日現在、北区のうち、金田町・川中町・成願寺一丁目・同二丁目・天道町2～4丁目・鳩岡二丁目・安井一丁目・同二丁目・同三丁目・同四丁目の全域および天道町1丁目・天道町5丁目・萩野通1丁目・鳩岡町の各一部を通学区域として指定している。
また、卒業後の進学先は名古屋市立北陵中学校となっている。

## 交通アクセス
- 名古屋市営バス「幹栄1」・「名駅13」・「黒川11」・「黒川12」・「北巡回」の各系統で、城北小学校停留所下車[WEB 1][WEB 5]。

### WEB
1. 1 2  名古屋市教育委員会事務局総務部企画経理課企画統計係 (2018年9月18日). “北区の小・中学校一覧”.   名古屋市. 2018年11月14日閲覧。
2. 1 2 3 4 5 6 7 8 9 10 11 12 13 14 15 16  “名古屋市立城北小学校のあゆみ”.   名古屋市立城北小学校. 2017年8月4日閲覧。
3. ↑  名古屋市教育委員会事務局総務部教育環境計画室計画係 (2018年9月1日). “名古屋市立小・中学校の通学区域一覧（北区）” (PDF).   名古屋市. 2018年11月15日閲覧。
4. ↑  名古屋市教育委員会事務局総務部教育環境計画室計画係 (2018年4月1日). “名古屋市立中学校区一覧（小→中）” (PDF).   名古屋市. 2018年11月14日閲覧。
5. ↑  城北小学校停留所 - 名古屋市交通局ホームページ

### 書籍
1. ↑  六三制教育七十周年記念 愛知県小中学校誌 合同記念誌編集特別委員会 2018, p. 178.